# آنا توکیش
آنا توکیش (مجاری: Tőkés Anna؛ ۱ مارس ۱۹۰۳ – ۲۵ فوریهٔ ۱۹۶۶) هنرپیشه اهل مجارستان بود.
وی همچنین برندهٔ جوایزی همچون جایزه کشوت شده‌است.